# Fëdorovka (Fëdorovskij rajon)
Fëdorovka (in russo Фёдоровка?; in baschiro Фёдоровка) è un villaggio della Russia europea orientale, situato nella Repubblica autonoma della Baschiria; appartiene al rajon Fëdorovskij, del quale è il centro amministrativo.